# Mac 10
Mac 10 è un singolo del rapper statunitense Trippie Redd, pubblicato il 24 luglio 2019.

## Tracce
1. Mac 10 – 2:07